# José Miguel Walker
José Miguel Walker Martínez; (Santiago, 9 de noviembre de 1841 - 1 de junio de 1909). Abogado y político conservador chileno.Hijo de Alejandro James Walker Ashley y Teresa Martínez Martínez. Contrajo matrimonio con Sofía Schell Ahumada.

## Actividades Profesionales
Educado en el The Mackay School de Viña del Mar y en la Universidad de Chile donde se graduó de abogado. Hizo cursos de perfeccionamiento en Estados Unidos, en la ciudad de Filadelfia. Además viajó a Londres donde obtuvo una Maestría en Derecho.
Abogado de la Bolsa de Comercio de Valparaíso. Se trasladó a Iquique donde se desempeñó como Director de Aduanas. 

## Actividades Políticas
Miembro del Partido Conservador. 
Había sido regidor del Cabildo de Antofagasta (1888-1891). Tras la promulgación de la Ley de Organización y Atribuciones de las Municipalidades, fue elegido Alcalde del municipio de Antofagasta (1891-1894).
Fue candidato a Diputado de los conservadores en las elecciones parlamentarias de 1897, pero fue derrotado por Agustín Lazcano Echaurren, Anfión Muñoz Muñoz y Manuel Prieto Muñoz.
Se radicó en la capital (1899) donde ejerció como abogado y fue elegido regidor de la Municipalidad de Santiago (1905-1910), sin embargo, falleció sin terminar su cargo.